# Lindsay Hoyle
Sir Lindsay Harvey Hoyle (født 10. juni 1957) er en britisk politiker, der har fungeret som formand for Underhuset siden 2019 og som medlem af parlamentet (MP) for Chorley siden 1997.